# Felvidéki Magyar Közművelődési Egyesület

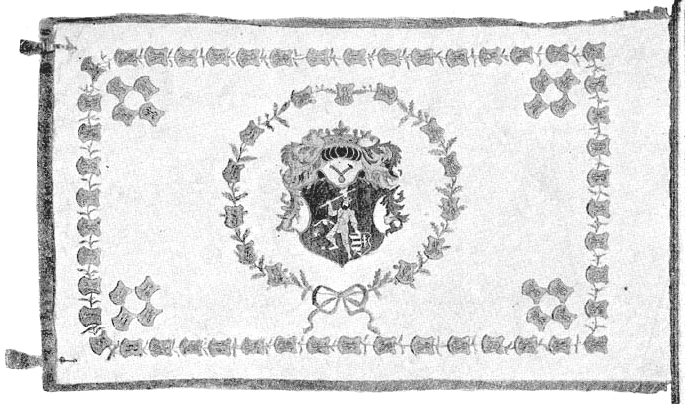
Az egyesület lobogója

Felvidéki Magyar Közművelődési Egyesület 1883-ban alakult kultúregyesület volt a Magyar Királyság északi területein, melynek egyik fő tevékenysége a magyarosodás elősegítése és pánszláv eszmék visszaszorítása volt. Ennek egyik fő eszköze magyar óvodák, népkönyvtárak és iskolák alapítása és fenntartása volt elsősorban szláv területeken. Székhelye Nyitra volt.
1882-ben Galgócon Libertinyi Gusztáv királyi tanácsos és tanfelügyelő és Orbók Mór tanár társszerkesztése alatt az egyesület céljait később is szolgáló, kéthetenként Nyitrán megjelenő Felvidéki Nemzetőr folyóiratot alapítottak. Ez a kultúregyesület megalakulását szorgalmazta. A tervező gyűlést herceg Odescalchi Gyula elnöklete alatt 1882. november 28-án, az alakuló gyűlést 1883. november 20-án tartották Nyitrán. Az egyesület védnöke József főherceg lett.
Az egyesület ügyeit a szakosztályokra osztott központi igazgató választmány vezette, közgyűléseit felváltva tartották a választmányai székhelyein. A tevékenyen működő megyei és városi választmányok a központtal szerves összefüggésben, egyenlő szervezettel, mégis jelentékeny önállósággal működtek. A magyar nyelv tanulásában sikert felmutató néptanítók jutalmazására évente jelentős összegeket fordítottak. A felnőttek oktatását több helyütt sikerrel kezdeményezte és a tanfolyamokat hallgatók között jutalomkönyveket osztottak ki. A hazafias szlovák lapokat is támogatták. A működésről előbb időszaki értesítők, majd 1886-tól évkönyvek is megjelentek.
A csehszlovák államfordulat után korábbi eredményei azonban gyors ütemben elsorvadtak, főként az értelmiség nagy számának kiutasítása és ellehetetlenítése, részben az általa fenntartott iskola- és egyéb kultúrhálózat elhelyezkedése miatt (a nyelvhatártól északra, illetve a szláv nyelvszigeteken), melyet az új állam megszüntetett, vagy államosított és így az új helyzetnek rendelt alá. Új kultúregyesület, megváltozott feladattal, ezután csak 1925-ben jött létre Szlovenszkói Magyar Kultúregyesület (SzMKE) néven, melyet azonban csak 1928-ban hagyott jóvá a belügyminisztérium.
Juhász Gyula 1908-ban a Szomorú strófák című költeményében figurázta ki a magyar szervezetek között.

## Elnökei
- Gróf Károlyi István
- Báró Szalavszky Gyula

## Neves tagjai
- Ambrózy-Migazzi István jogász, dendrológus, botanikus, a „virágos gróf”
- Baross Gábor gazdaság- és közlekedéspolitikus
- Clair Vilmos (1858-1951) jogász, újságíró, párbajszakértő
- Cserhelyi Sándor (1868-1940) piarista tanár, igazgató, tartományi főnök
- Janovszky László (1852-?) trencséni főgimnáziumi tanár
- Kőrösy József statisztikus, higiénikus, a Magyar Tudományos Akadémia rendes tagja
- Krasznyánszky Károly (1855-1920) trencséni piarista házfőnök, tanár, egyházi író
- Lehoczky Vilmos országgyűlési képviselő
- Kostenszky Géza hírlapíró, Nyitra vármegyei aljegyző
- Lőrinczy György író
- Szmida Kálmán (1864-1939) esperes, prépost, tanfelügyelő, a nyitrai magyarság vezéralakja
- Vlahovics Emil (1849 körül - 1910) főgimnáziumi földrajz- és történelemtanár

## Kiadványai
Elsősorban jelentéseket, könyvtári jegyzékeket, naptárakat, évkönyveket és lapokat adtak ki.
- 1889 Tájékoztató a Felvidéki Magyar Közmüvelődési Egyesület kiállitásához 1889. évben.
- 1900 A Felvidéki Magyar Közművelődési Egyesület Lévai Választmányának évkönyve
- Szeghalmi Gyula 1904: A Vágvidék mondaköre. Gyoma
- 1905/1908/1911/1915 A FMKE Nyitra Városi Közkönyvtárának jegyzéke